# بين ووكر
بين ووكر (بالإنجليزية: Ben Walker)‏ هو لاعب دوري الرغبي أسترالي، ولد في 13 سبتمبر 1976 في توومبا في أستراليا.